# Severino Aznar Embid
Severino Aznar Embid   (Tierga, 10 de febrer de 1870 - Madrid, 19 de novembre de 1959) va ser un sociòleg, acadèmic i periodista espanyol Va pertànyer al corrent del catolicisme social, i ha estat descrit com «el creador del pensament social modern del catolicisme a Espanya».

## Biografia
Nascut en 1870 en la localitat saragossana de Tierga, en el si d'una família humil, va ser fundador de la revista Paz Social, el 1907, i el 1910 es va presentar a diputat per Saragossa en una candidatura carlista en les eleccions de 1910, sense èxit. El 1914 va començar a treballar en l'Institut Nacional de Previsió. Integrant del moviment carlista, el va abandonar el 1920 després de l'escissió mellista, per incorporar-se posteriorment juntament amb altres carlistes com Salvador Minguijón en el Partit Social Popular, fundat el 1922, durant un breu període previ a la dictadura de Primo de Rivera.. Va ser membre de l'Assemblea Nacional Consultiva. L'esclat de la guerra civil espanyola el sorprèn a Navarra. Va donar suport al bàndol revoltat i el 1937 és nomenat president d'una comissió encarregada de dissenyar les línies mestres de la política sindical del nou Estat. En constituir-se el govern de Burgos, és nomenat conseller de Treball per a l'estudi d'un règim viable de salari familiar. Quan es va formar el primer govern de Francisco Franco va ser designat director general de Previsió. Fou procurador en Corts des de 1943 fins a 1958.
Acadèmic de nombre de la Reial Acadèmia de Ciències Morals i Polítiques des de 1921, amb la medalla 16 va col·laborar a publicacions com El Correo Español, El Debate, La Gaceta o ABC.
En termes ideològics ha estat descrit des d'«apolític», de tarannà democràtic i progressista i amb «simpaties» pel carlisme tradicionalista, fins a «dretà, catòlic i monàrquic» o «un carlista atípic». Ja abans de la fi de la guerra civil s'identificaria plenament amb els valors del franquisme. Va ser pare del falangista Agustín Aznar Gerner.